# Carvoeiro (Mação)
Carvoeiro is een plaats (freguesia) in de Portugese gemeente Mação en telt 794 inwoners (2001).